# International Ocean Discovery Program
Das International Ocean Discovery Program (IODP) ist eine internationale Meeresforschungs-Kooperation, die sich dem Ziel widmet, das wissenschaftliche Verständnis der Erde durch Bohrungen, Kernbohrungen und die Überwachung des Meeresbodens voranzutreiben. Die durch IODP-Proben und -Daten ermöglichte Forschung verbessert das wissenschaftliche Verständnis der sich verändernden Klima- und Ozeanbedingungen, der Ursprünge des antiken Lebens, der von Geohazards ausgehenden Risiken und der Struktur und Prozesse der tektonischen Platten und des obersten Mantels der Erde. IODP begann im Jahr 2013 und baut auf der Forschung von vier früheren wissenschaftlichen Meeresbohrprogrammen auf: Project Mohole, Deep Sea Drilling Project, Ocean Drilling Program und Integriertes Ozean-Bohrprogramm. Zusammen repräsentieren diese Programme die am längsten laufende und erfolgreichste internationale Zusammenarbeit in der Erdwissenschaft.

## Wissenschaftlicher Umfang
Der wissenschaftliche Umfang von IODP ist in dem Wissenschaftsplan des Programms dargelegt, Illuminating Earth's Past, Present, and Future. Der Wissenschaftsplan umfasst einen Zeitraum von zehn Jahren und besteht aus einer Liste von wissenschaftlichen Herausforderungen, die in vier Themenbereiche unterteilt sind: Klima- und Ozeanwandel, Biosphärengrenzen, Erdverbindungen und Erde in Bewegung. Der Wissenschaftsplan wurde von der internationalen wissenschaftlichen Gemeinschaft entwickelt, um die Wissenschaft mit der höchsten Priorität für das Programm zu identifizieren.

## Finanzierung und Operationen
IODP nutzt mehrere Bohrplattformen (JOIDES Resolution, Chikyū und missionsspezifische Plattformen), um während Forschungsexpeditionen auf verschiedene Unterflur-Umgebungen zuzugreifen. Diese Einrichtungen werden von der US-amerikanischen National Science Foundation (NSF), dem japanischen Ministerium für Bildung, Kultur, Sport, Wissenschaft und Technologie (MEXT) und dem Europäischen Konsortium für Ozeanforschungsbohrungen (ECORD), zusammen mit dem Ministerium für Wissenschaft und Technologie der Volksrepublik China (MOST), dem koreanischen Institut für Geowissenschaften und Mineralressourcen (KIGAM), dem australisch-neuseeländischen IODP-Konsortium (ANZIC), dem indischen Ministerium für Geowissenschaften (MoES) und Brasiliens Koordination für die Verbesserung von Hochschulpersonal (CAPES) finanziert. Zusammen repräsentieren diese Einheiten eine Koalition von über zwei Dutzend Ländern. Das IODP-Finanzierungsmodell unterscheidet sich vom integrierten Ozeanbohrprogramm dadurch, dass NSF, MEXT und ECORD jeweils ihre eigene Bohrplattform verwalten. Internationale Partner tragen direkt zu den Betriebskosten der Bohrplattformen bei, im Austausch für die wissenschaftliche Teilnahme an den Expeditionen und Sitzplätzen in den Beratungsgremien.
IODP-Expeditionen basieren auf Forschungsvorschlägen von Wissenschaftlern, die sich mit den im Wissenschaftsplan des Programms beschriebenen Zielen befassen. Beratungsgremien von internationalen Experten bewerten dann den Vorschlag für wissenschaftliche Qualität, Machbarkeit, Sicherheit und alle Umweltfragen rigoros. Vorschläge, die als von hoher Qualität befunden werden, werden zur Planung an das zuständige Facility-Board (JOIDES Resolution Facility Board, Chikyu IODP Board und ECORD Facility Board) weitergeleitet.

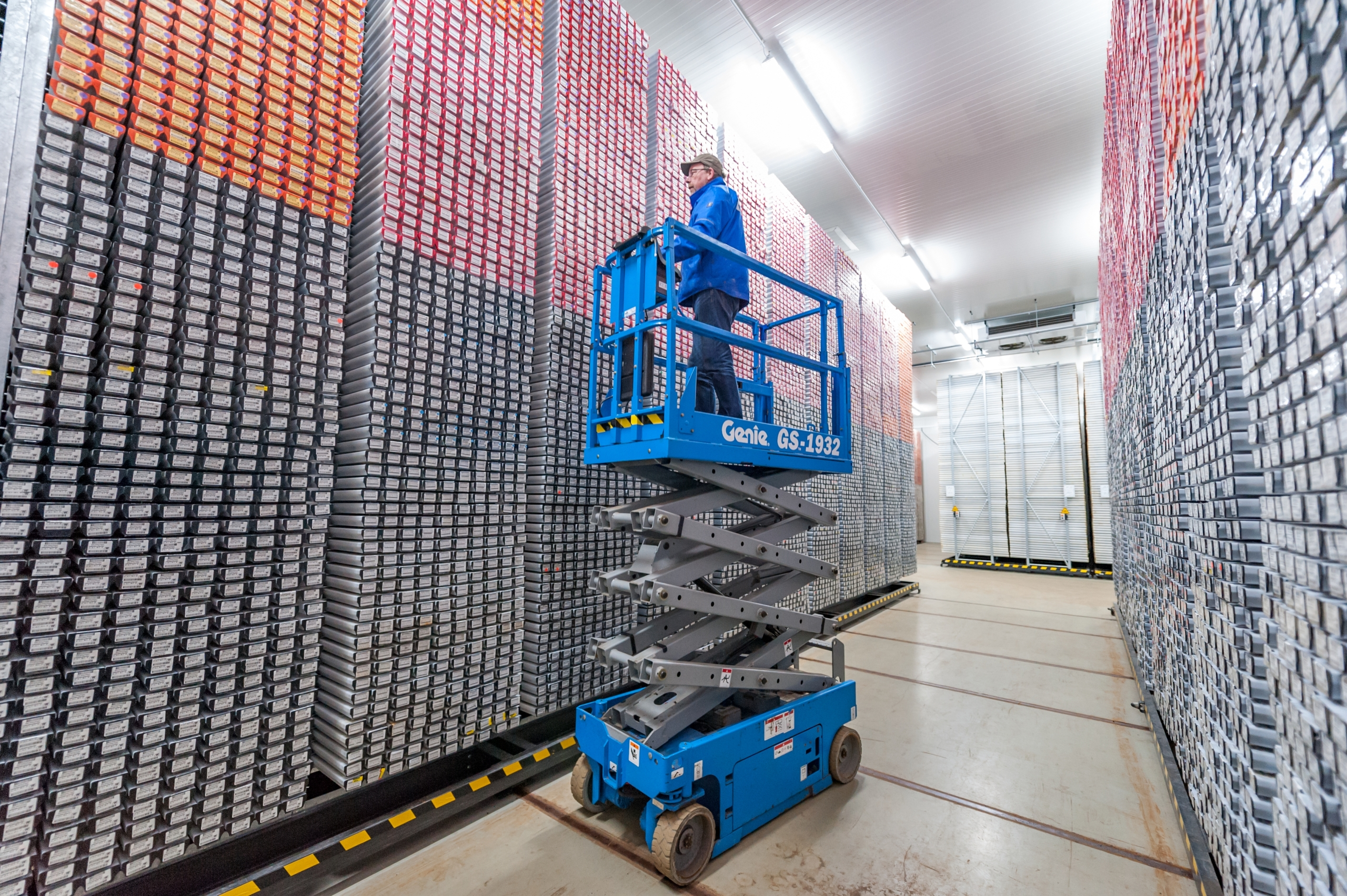
Das IODP Bohrkernlager im Bremer MARUM

IODP veröffentlicht eine detaillierte Darstellung der Ergebnisse und stellt alle Proben und Kerne frei zur Verfügung. Die Open-Data-Richtlinie von IODP stellt den globalen Zugriff auf die vom Programm erfassten Informationen sicher und ermöglicht es Wissenschaftlern, Daten von mehreren Expeditionen zu verwenden, um neue Hypothesen zu untersuchen.
Die während der Expeditionen gesammelten Kerne werden in den IODP-Kernrepositorien in Bremen (IODP Bremen Core Repository), College Station, Texas (IODP Gulf Coast Repository) und Kochi, Japan (Kochi Core Center) gelagert. Wissenschaftler können eine der Einrichtungen für Vor-Ort-Forschung besuchen oder ein Darlehen für Lehrzwecke / Analyse beantragen. Zu den archivierten Kernen gehören nicht nur IODP-Proben, sondern auch solche, die durch das Tiefseebohrungsprojekt, das Ozeanbohrprogramm und das integrierte Ozeanbohrprogramm gewonnen wurden.

## Ergebnisse
IODP-Expeditionen haben eine Vielzahl geowissenschaftlicher Themen untersucht, darunter vergangene Klima- und Ozeanbedingungen, Monsun-Systeme, seismogene Zonen, die Bildung von kontinentaler Kruste und Ozeanbecken, große Aussterbeereignisse, die Rolle der Serpentinisierung beim Antrieb hydrothermaler Systeme und die Temperaturgrenzen des Lebens in der tiefen Biosphäre.
Ein frühes Ergebnis des Programms geht auf die ursprüngliche Motivation für wissenschaftliche Ozeanbohrungen mit Project Mohole – Bohrungen und Probenahmen über die Mohorovičić-Diskontinuität (Moho) und in den oberen Teil des Erdmantels zurück. Expedition 360 war der erste Teil eines mehrphasigen Projekts, dessen Ziel es unter anderem ist, den Mantel zum ersten Mal direkt zu beproben. Die Expedition fand in der Nähe des Südwestindischen Rückens an einem Ort statt, an dem die Kruste aufgrund der Bildung eines ozeanischen Kernkomplexes besonders dünn ist. Expedition 360 absolvierte 790 Meter Bohrungen und die IODP plant in den kommenden Jahren an den Ort zurückzukehren, um die Forschung fortzusetzen.